# Almonacid de Zorita
Almonacid de Zorita é um município da Espanha na província de Guadalajara, comunidade autónoma de Castilla-La Mancha, de área 44,90 km² com população de 799 habitantes (2006) e densidade populacional de 17,8 hab./km².

## Demografia
| Variação demográfica do município entre 1991 e 2004 | Variação demográfica do município entre 1991 e 2004 | Variação demográfica do município entre 1991 e 2004 | Variação demográfica do município entre 1991 e 2004 |
| --------------------------------------------------- | --------------------------------------------------- | --------------------------------------------------- | --------------------------------------------------- |
| 1991                                                | 1996                                                | 2001                                                | 2004                                                |
| 1012                                                | 977                                                 | 788                                                 | 826                                                 |